# Ex-voto de 1662
La Mère Catherine-Agnès Arnaul et la sœur Catherine de Sainte Suzanne de Champaigne, dit Ex-voto de 1662, est un tableau de Philippe de Champaigne réalisé en 1662 pour le couvent de Port-Royal des Champs, en remerciement du miracle rendant à sa fille l'usage de ses jambes.

## Sujet du tableau
Ce tableau est un ex-voto qui dépeint un miracle impliquant la fille de Philippe de Champaigne, Catherine, ainsi qu'Agnès Arnauld. L'événement se serait déroulé au couvent cistercien de Port-Royal des Champs.
La fille de Philippe de Champaigne devint sœur à Port-Royal en 1656, ce qui  contribua à renforcer les liens que Philippe de Champaigne entretenait avec ce couvent. Or, à partir d'octobre 1660, la sœur Catherine perdit l'usage des jambes et malgré de nombreuses potions, bains, onctions et saignées, elle avait toujours besoin d'être portée pour le moindre déplacement. Le 29 décembre 1662, Agnès Arnauld commença une neuvaine et, le neuvième jour, alors qu'elle faisait ses prières après vêpres, elle ressentit que la guérison viendrait. Durant la nuit, l'inconfort de la sœur Catherine s'accrut énormément, mais au lever du jour, lorsque la messe fut chantée, peu de temps après neuf heures, elle sentit qu'elle pourrait marcher. Elle se dressa sur ses jambes puis commença à marcher avec difficulté, en se tenant aux objets et murs qui l'entouraient, mais très vite elle réussit à marcher de nouveau avec aisance. Cependant, elle n'osait pas encore franchir la porte de sa chambre, aussi s'agenouilla-t-elle en signe de remerciement. Puis, après que la messe fut finie, elle vint d'elle-même jusqu'à Agnès Arnauld pour l'informer du miracle.
Philippe de Champaigne, par reconnaissance pour cette guérison, réalise un tableau représentant cet événement considéré comme un miracle ; le moment représenté est celui où Agnès Arnauld, priant, reçoit la révélation de la guérison de la sœur Catherine.

## Description de l'œuvre

### Description de la scène
Cette toile présente un ensemble très dépouillé, l'action se déroule dans une pièce faiblement éclairée, cependant qu'un rayon de lumière se pose sur Agnès Arnauld, à gauche de la composition, et sur les jambes de Catherine, à droite. Chacune de ces femmes a les mains jointes et porte un accessoire religieux ; Agnès Arnauld porte un chapelet et Catherine un reliquaire ainsi qu'une croix en bois clouée au mur qui la précède. Les deux femmes ne s'observent pas, Agnès Arnauld a le regard qui sort du cadre tandis que la sœur Catherine regarde le début de l'inscription latine.
La gamme de couleurs est assez limitée et se compose essentiellement de beige et de gris, mais le rouge très vif contraste avec cette austérité chromatique et, accompagné des voiles noirs, contribue à encadrer et donc à mettre en valeur les visages.

### Inscription en latin
Christo uni medico

animarum et corporum

Soror Catharina Suzanna de

Champaigne post febrem 14 mensium

contumacia et magnitudine

symptomatum medicis formidatam

intercepto motu dimidii fere corporis

natura jam fatiscente medicis

cedentibus junctis cum Matre

Catharina Agnete precibus puncto

temporis perfectam sanitatem

consecuta se iterum offert

Philippus de Champaigne hanc

imaginem tanti miraculi et

laetitiae suae testem

apposuit

A[nno] 1662

## Interprétation

### Défense et illustration du jansénisme
La relative austérité du tableau peut contribuer à l'intégrer dans un style janséniste, ce dépouillement permet d'essentialiser la scène. Alors que les deux moniales rendent grâce à Dieu, Philippe de Champaigne semble en faire de même par son œuvre. La rigueur de la position des personnages, interdisant toute expression émotive, accompagnée de cette foi rayonnant sur leurs visages, exprime une foi rigoureuse et fondée sur la raison, significative des jansénistes. Or, à cette époque, Port-Royal fait face à des tourments, notamment parce que le jansénisme est vivement critiqué, en particulier par le Formulaire d'Alexandre VII qui récuse cinq thèses de l'Augustinus de Jansenius. Ce tableau se voudrait donc autant un ex-voto pour Dieu qu'un soutien à Port-Royal qui était le principal foyer du jansénisme.
Cependant il est difficile d'affirmer un changement significatif dans le style de Philippe de Champaigne à partir de 1648, date à laquelle il devient janséniste, même s'il est vrai que cette peinture évoque très bien le jansénisme par sa sévérité dans les couleurs et les formes et, en particulier, le modelé très particulier qui donne aux deux femmes l'apparence de statues.

### Entre texte et image
L'inscription en latin qui accompagne cette représentation a cela de particulier qu'elle n'est par hors de la toile, sur un encadrement à la manière d'un texte explicatif, mais est inscrite directement sur la toile. Ce texte entretient un rapport très particulier avec la scène représentée, il n'est pas du tout traité comme un élément dissociable car la sœur Catherine, contrairement à Agnès Arnauld, ne regarde pas hors du cadre, elle regarde les mots « Christo uni medico » pour signifier que c'est bien du Christ qu'elle reçoit sa guérison. Ce long texte en latin confère à cette peinture un aspect archaïsant et iconique qui, du fait de son lien étroit avec la scène représentée, dénature le tableau en tant que tableau pour lui donner une dimension nouvelle, celle de l'ex-voto ; le texte ôte, en effet, au tableau sa dimension purement représentative pour en faire un pur signifiant, celui du miracle qui a eu lieu à la fin de la neuvaine d'Agnès Arnauld.

## Histoire de tableau
Ce tableau est offert par Philippe de Champaigne à Port-Royal en 1662 et reste longtemps au chapitre de Port-Royal. Le tableau est saisi à la Révolution avant de rejoindre les collections du Musée du Louvre.
Le tableau fait partie des « 105 œuvres décisives de la peinture occidentale » constituant le musée imaginaire de Michel Butor.